# 장애물 경주

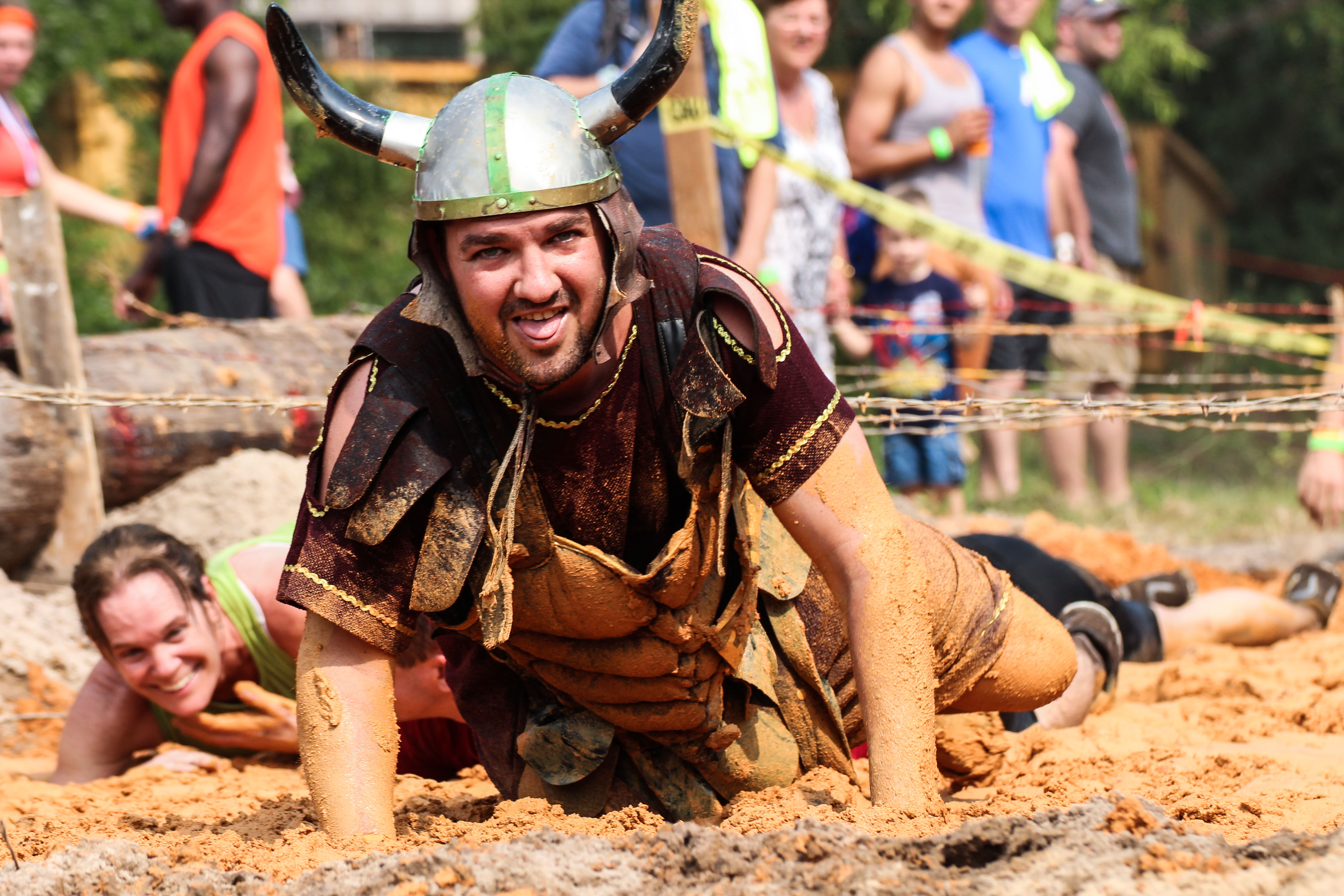

장애물 경주(障礙物競走)는 코스에 설치된 다양한 장애물을 통과하면서 골에 도달하는 속도를 겨루는 경주의 총칭이다. 장애물 경주 코스에는 달리기, 점프 등의 요소가 포함될 수 있다.
월스트리트 저널에 따르면 여러 실내 상업용 실내 레크리에이션 회사는 《아메리칸 닌자 워리어》와 같은 텔레비전 프로그램에서 장애물 경주에 사용하기 위한 수요로 인해 시설에 장애물 경주 코스를 포함하기 시작했다.

## 같이 보기
- 파쿠르